# André Audinet

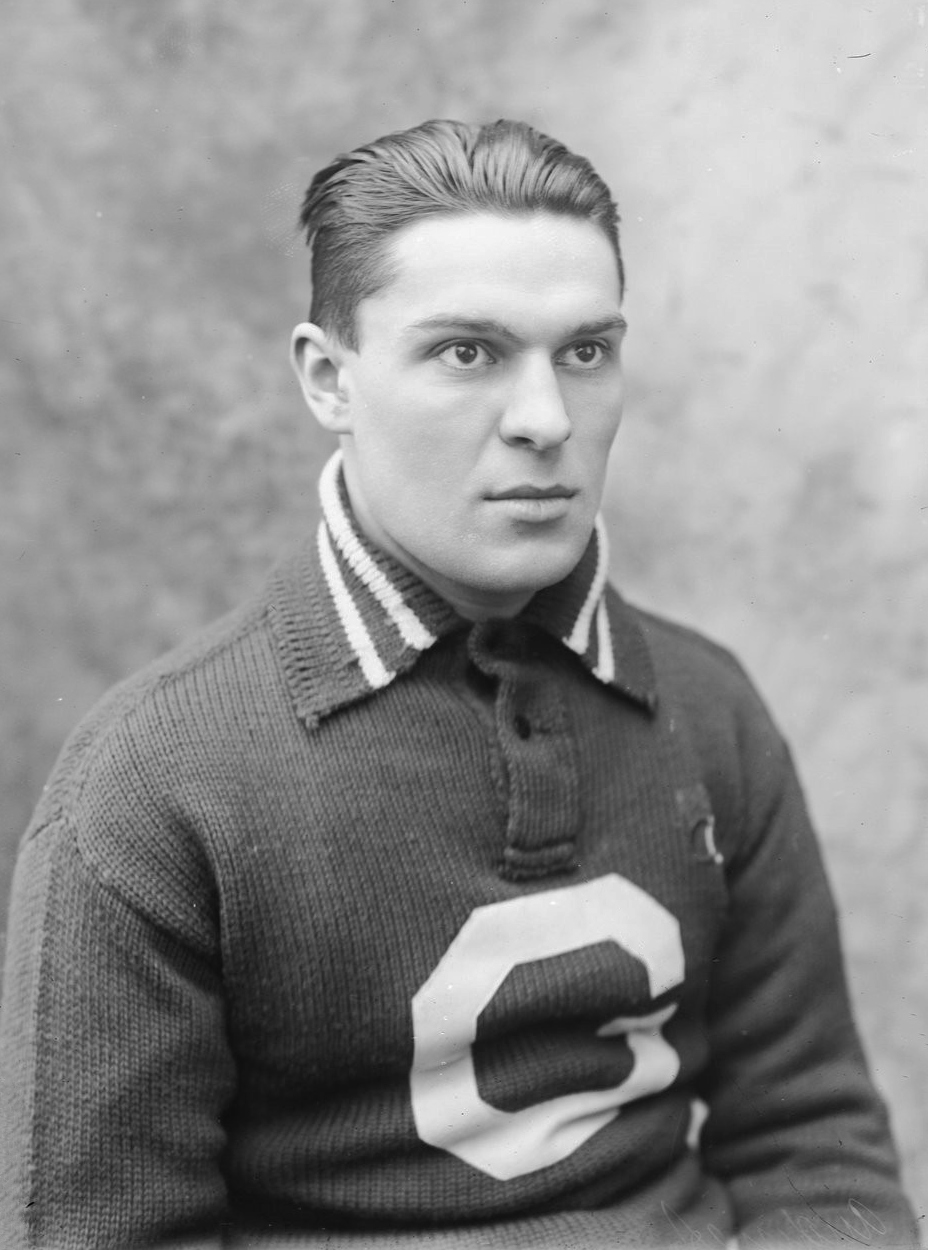
André Audinet, 1921

André Eugène Constant Audinet (* 13. Mai 1898 in Donzy; † 18. April 1948 in Paris) war ein französischer Mittelstreckenläufer, der sich auf die 1500-Meter-Distanz spezialisiert hatte.
Bei den Olympischen Spielen 1920 in Antwerpen wurde er Sechster. Im Vorlauf stellte er seine persönliche Bestzeit von 4:03,7 min auf.
1921 wurde er Französischer Meister. 